# Nathan Holland
Nathan Elliot Holland (Wythenshawe, Inglaterra, 19 de junio de 1998) es un futbolista británico que juega de centrocampista y se encuentra sin equipo tras abandonar el Forest Green Rovers F. C.

## Trayectoria
Hollan nació en Mánchester. Formado en las inferiores del Everton, se unió al West Ham United en enero de 2017, firmando un contrato por tres años y medio. Debutó con el primer equipo el 19 de septiembre de 2017 en un partido de la League Cup contra el Bolton Wanderers, entrando en el minuto 62 por Sead Hakšabanović.
El 8 de enero de 2020 fue enviado a préstamo al Oxford United hasta el término de la temporada 2019-20. Regresó al club en julio de 2021 en una nueva cesión.
El 22 de junio de 2022 fichó por el Milton Keynes Dons F. C. de la League One.

## Estadísticas

### Clubes
Actualizado al último partido disputado el 24 de febrero de 2024.
| Club                                 | Div.          | Temporada     | Liga  | Liga  | Copas nacionales | Copas nacionales | Total | Total |
| Club                                 | Div.          | Temporada     | Part. | Goles | Part.            | Goles            | Part. | Goles |
| ------------------------------------ | ------------- | ------------- | ----- | ----- | ---------------- | ---------------- | ----- | ----- |
| West Ham United F. C. Inglaterra     | 1.ª           | 2017-18       | 0     | 0     | 1                | 0                | 1     | 0     |
| West Ham United F. C. Inglaterra     | 1.ª           | 2019-20       | 2     | 0     | 1                | 0                | 3     | 0     |
| West Ham United F. C. Inglaterra     | Total club    | Total club    | 2     | 0     | 2                | 0                | 4     | 0     |
| Oxford United F. C. Inglaterra       | 3.ª           | 2019-20       | 10    | 2     | 2                | 1                | 12    | 3     |
| Oxford United F. C. Inglaterra       | 3.ª           | 2021-22       | 35    | 5     | 4                | 1                | 39    | 6     |
| Oxford United F. C. Inglaterra       | Total club    | Total club    | 45    | 7     | 6                | 2                | 51    | 9     |
| Milton Keynes Dons F. C. Inglaterra  | 3.ª           | 2022-23       | 28    | 1     | 7                | 1                | 35    | 2     |
| Milton Keynes Dons F. C. Inglaterra  | 4.ª           | 2023-24       | 1     | 0     | 1                | 0                | 2     | 0     |
| Milton Keynes Dons F. C. Inglaterra  | Total club    | Total club    | 29    | 1     | 8                | 1                | 37    | 2     |
| Forest Green Rovers F. C. Inglaterra | 4.ª           | 2023-24       | 3     | 0     | 1                | 0                | 4     | 0     |
| Forest Green Rovers F. C. Inglaterra | Total club    | Total club    | 3     | 0     | 1                | 0                | 4     | 0     |
| Total carrera                        | Total carrera | Total carrera | 79    | 8     | 17               | 3                | 96    | 11    |

### Selección nacional
| Selección         | Temporada     | Encuentros | Encuentros |
| Selección         | Temporada     | Part.      | Goles      |
| ----------------- | ------------- | ---------- | ---------- |
| Sub-16 Inglaterra | 2014-         | 4          | 0          |
| Sub-16 Inglaterra | Total         | 4          | 0          |
| Sub-17 Inglaterra | 2014-2015     | 15         | 2          |
| Sub-17 Inglaterra | Total         | 15         | 2          |
| Sub-18 Inglaterra | 2015-2016     | 5          | 0          |
| Sub-18 Inglaterra | Total         | 5          | 0          |
| Sub-19 Inglaterra | 2016-         | 2          | 0          |
| Sub-19 Inglaterra | Total         | 2          | 0          |
| Total carrera     | Total carrera | 26         | 2          |